# Gordon MacCreagh
Clarence Edward Mulford (Indiana, 1889 - Florida, 1953), fue un escritor y novelista estadounidense de ficción policial y western, publicando además varios libros de viajes. Colaboró activamente en revistas pulp, publicando 147 historias cortas en Adventure, Short Stories, Strange Tales of Mystery and Terror, Argosy.

## Obras seleccionadas

### No ficción

#### Libros de viajes
- White Waters and Black (The Century Co.,1926)
- The Last of Free Africa (The Century Co., 1928; 2nd edition 1935)

### Otros
- "Adventure and a moral". Escrito para Call for Adventure editado por Robert Spiers Benjamin

### Novelas
- The Inca's Ransom (Chelsea House, 1926, reimpreso desde Adventure)
- Poisonous Mist (Chelsea House, 1927, reimpreso desde Adventure)
- Dr Muncing, Exorcist (Chelsea House)

### Historia corta
- Jungle Business (1925).
- The Adventures of Jehannum Smith. Black Dog Books, 2013.
- The Lost End of Nowhere: The Complete Tales of Kingi Bwana, Volume 1. Altus Press, 2014.
- Unprofitable Ivory: The Complete Tales of Kingi Bwana, Volume 2. Altus Press, 2014.
- Black Drums Talking: The Complete Tales of Kingi Bwana, Volume 3. Altus Press, 2014.
- Blood and Steel: The Complete Tales of Kingi Bwana, Volume 4. Altus Press, 2014.